# Achille Graziani
Achille Graziani (Villetta Barrea, 4 maggio 1839 – Alvito, 23 ottobre 1918) è stato un archeologo italiano.

## Biografia
Esponente di una famiglia di ricchi proprietari di armenti, con possedimenti terrieri nell'Abruzzo marsicano, in Terra di Lavoro e in Capitanata, si distinse sia per ideali risorgimentali, sia per doti di attento studioso.
Garibaldino, nel 1860 partecipò alla spedizione dei Mille, combattendo a Milazzo e nella battaglia del Volturno. Ad Alvito s'impegnò nella vita civile e amministrativa, venendo eletto assessore comunale e presidente della locale Società Operaia di Mutuo Soccorso.
Nel 1870 eseguì dei saggi di scavo nella "grotta dei Banditi" (poi ribattezzata "grotta Graziani"), allora in tenimento di Villetta Barrea successivamente inclusa nel territorio comunale di Opi, scoprendovi importanti oggetti litici. Il suo merito maggiore fu, comunque, quello di aver fondato un museo, nel suo palazzo di Alvito, in cui raccolse e ordinatamente sistemò reperti e cimeli, comprendenti peraltro importanti iscrizioni osche, in parte studiate dal Mommsen e recensite nel Corpus Inscriptionum Latinarum. Alcune epigrafi ivi conservate hanno anche permesso di approfondire la conoscenza del popolo italico dei Marsi.

## Onorificenza
- Cavaliere dell'Ordine della Corona d'Italia

 Regno